# سوئیچیرو سوریهاشی
سوئیچیرو سوریهاشی (انگلیسی: Sōichirō Sorihashi؛ زادهٔ ۱۸ سپتامبر ۱۹۸۷) بازیگر، و صداپیشگی در ژاپن اهل ژاپن است.